# Agalliota scutaria
Agalliota scutaria är en insektsart som beskrevs av Paul W. Oman 1938. Agalliota scutaria ingår i släktet Agalliota och familjen dvärgstritar. Inga underarter finns listade i Catalogue of Life.